# Etheostoma striatulum
Etheostoma striatulum es una especie de peces de la familia Percidae en el orden de los Perciformes.

## Morfología
Los machos pueden llegar alcanzar los 5,6 cm de longitud total.

## Distribución geográfica y hábitat
Se encuentran en Tennessee en Estados Unidos. Viven en ríos pequeños y arroyos con sitios de agua calamada, piedras y raíces de árboles para refugio. Los huevos se desarrollan debajo de piedras grandes.

## Problemas ambientales
Estiércol echado al agua y suelo arrastrado a ríos y arroyos por la erosión diminuyen el contenido de oxígeno en el agua causando problemas para los peces Etheostoma striatulum. Actualmente se encuentran en estado vunerable según IUCN.